# Yordan Yovkov
Yordan Stéfanov Yóvkov (en búlgaro: Йордан Стефанов Йовков) (9 de noviembre de 1880 – 14 de octubre de 1937) fue un escritor búlgaro, considerado uno de los más destacados de su país durante el período de entreguerras.

## Biografía
Nacido en la aldea de Zheravna, Yovkov estudió en el Primer Instituto Masculino de Sofía, en el que se graduó en 1900 con honores y empezó a trabajar de profesor. Después de enseñar durante un año en una aldea en el centro de Bulgaria asistió a la escuela militar de Oficiales de Reserva de Kniazhevo como cadete, antes de ingresar en la Universidad de Sofía para estudiar derecho en el año 1904.
Cuando estalló la Primera Guerra de los Balcanes en 1912, fue alistado en el ejército y con su hermano Kosta se unió a la 41.ª división (posiblemente 41.º regimiento) de Burgas. Fue herido de bala en una pierna luchando en la segunda guerra de los Balcanes de 1913, durante una batalla cerca de Doiran. Tras retirarse del ejército se instaló en Sofía, y trabajó como editor de la revista Ejército del Pueblo (Народна армия, Narodna Armiya), y posteriormente como bibliotecario del Ministerio de Interior y editor de una publicación estatal.
Durante la Primera Guerra Mundial fue enviado a trabajar como oficial en la frontera con Grecia cerca del río Mesta. Allí también trabajó como corresponsal de guerra para el periódico Noticias Militares (Военни известия, Voenni Izvestia).
Durante años intentó dar clases en Varna hasta otoño de 1920, que pasó a ser secretario de prensa en la embajada búlgara en Bucarest. Fue degradado en 1927 por razones sin especificar, lo que causó su renuncia y regreso a Sofía.
Los últimos años de su vida estuvieron llenos de trabajo creativo y una tensión agotadora que terminaron afectando a su salud. En otoño de 1937 recibió tratamiento en Hisarya. Debido a su mal estado fue llevado a Plovdiv, donde se le detectó un cáncer de estómago avanzado, complicado con cáncer de vesícula y apendicitis, por lo que tuvo que ser operado de urgencia en el Hospital Católico de la ciudad. El 14 de octubre de 1937 Yovkov murió. Su funeral en Sofía fue recibido con expresiones de aprecio popular.

## Obra y legado literario
Las experiencias de Yovkov en la guerra influyeron enormemente en su mentalidad y estilo literario. Mientras que su primera obra fue un relato sobre la vida en la aldea y las costumbres patriarcales, publicado en 1910, sus obras tras la guerra tienen un estilo más duro y militarista. Sin embargo, con el paso del tiempo dejó los temas melancólicos para regresar a la descripción de la forma de vida de los campesinos en el campo búlgaro.
En su relato Shibil, utilizó "turquismos" para dar cierta sensación de realidad a su obra. Su historia Leyendas de Stara Planina (1927, Staroplaninski legendi, conocida alternativamente como Leyendas de los Balcanes) y su obra Posada en Antimovo (1927) lo convirtieron en un escritor de éxito. En el año 1929 recibió el premio Cirilo y Metodio de Literatura de la Academia de Ciencias de Bulgaria.
Entre sus demás obras se incluyen dramas como Albena (1930) y Boryana (1932); una comedia El millonario (1930, Milionerut) y un libro, La familia por la frontera (1934, Chiflikut krai granitsata).
Varias de sus obras fueron adaptadas al cine, incluyendo Nai-vyarnata ctrazha (El guarda más leal, película de 1929); Shibil (1968); Nona (1973, de la novela Chiflikut krai granitsata); y 24 Chasa duzhd (1982, basada en la novela Chastinyat uchitel).

## Premios y homenajes
La casa natal de Yordan Yovkov en Zheravna y su casa en Dobrich figuran entre los Cien Sitios Turísticos Nacionales, en el número 57 y el 23, respectivamente.
En 1985 una presa en el nordeste de Bulgaria fue bautizada con su nombre. La presa Yovkovtsi, situada a 5 km de la ciudad de Elena, proporciona agua a Veliko Tarnovo y las zonas circundantes.
La Punta Yovkov en la isla Greenwich, en las islas Shetland del Sur, Antártida, recibe su nombre de Yordan Yovkov.
Existe un busto de Yordan Yovkov en el parque detrás del Estadio Nacional Vasil Levski de Sofía.